# 東山咖啡

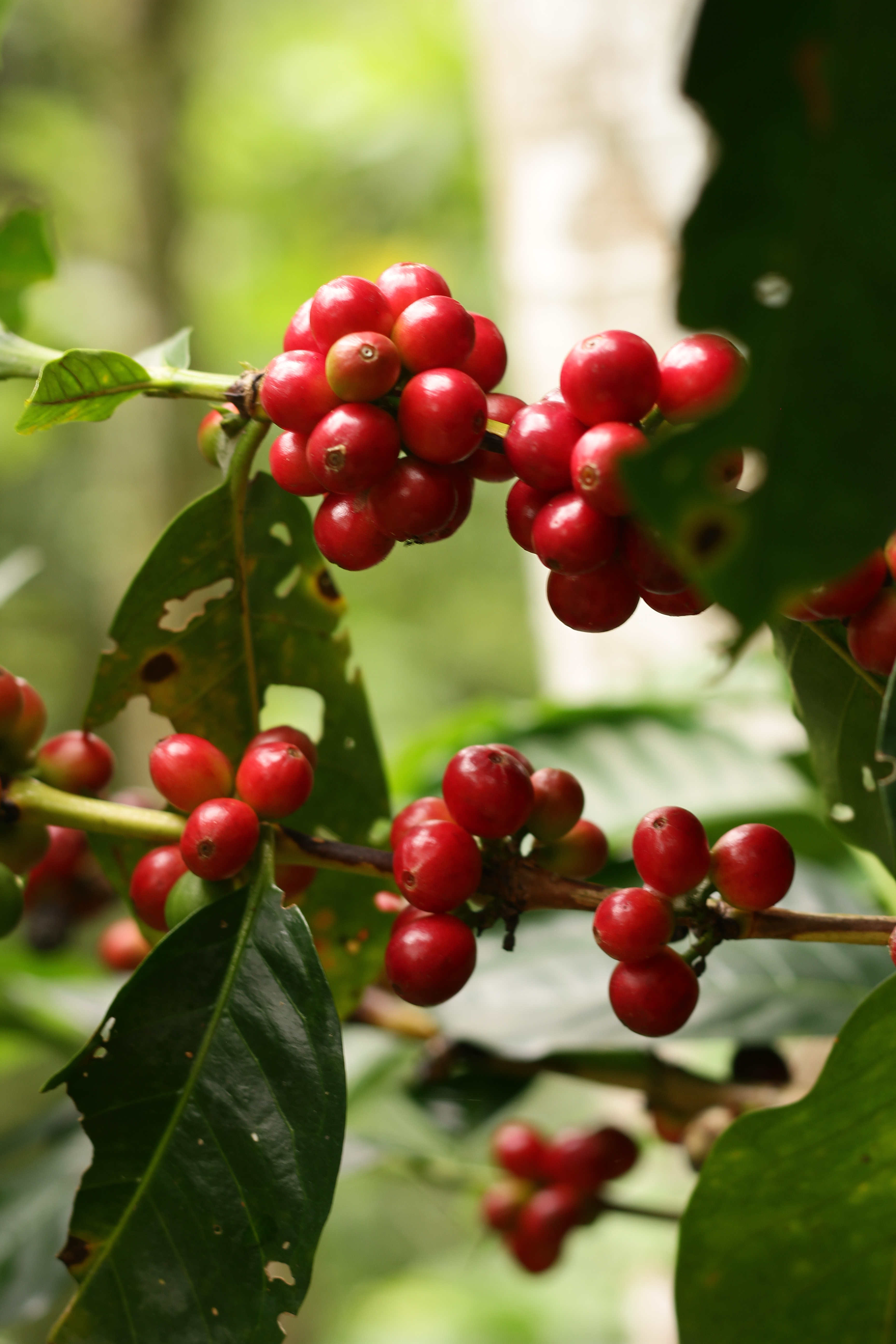
櫻桃紅的咖啡豆

東山咖啡是產自台灣台南市東山區的阿拉比卡品種咖啡，起源于日治時代。目前生產面積約150公頃，年產量約20噸。主要產區位於175號公路上，這條公路位於台南市東側，沿著山脊穿越，因此被稱為「175咖啡公路」或「東山咖啡公路」，沿途除種植咖啡樹外，亦分佈有許多咖啡館，全長約20公里。
許多東山咖啡農園和咖啡店家都分佈在這條路線上，提供給遊客品嚐當地食材新鮮烘焙的咖啡的機會。享用美味的咖啡而聞名，並欣賞著名的東山日出、夕陽、夜景等天然美景。
地理位置處於台南北端，鄰近關仔嶺，大凍山，沿路名剎古蹟，也為這條公路每年吸引了許多遊客和攝影愛好者前來觀光，尤其是對於喜歡大自然和咖啡的人來說，這裡絕對是一個值得探訪的地方。。
或是與關子嶺溫泉節結合一同介紹，東山咖啡是台灣台南市東山區的一項特色產業，以其豐富的咖啡文化和產業而聞名。而關仔嶺則是位於台南白河知名溫泉聖地，是以泥漿溫泉聞名，是全台四大溫泉之一知名景點。這兩者之間並沒有直接的關聯性，但是它們各自代表了台南豐富多樣的自然與文化景觀，距離車程約15分鐘車程，故經常會一同被旅遊及行程規劃結合。

## 歷史
台灣咖啡以台南東山、雲林古坑、南投國姓、嘉義阿里山，為台灣咖啡較為知名的咖啡產地。
東山咖啡起源于日治時代，因日本人覺得台灣的氣候及土壤適合種植咖啡樹，引進南洋阿拉比卡品種種植，而東山區先人曾於日本人設在楠西的咖啡農場工作，將咖啡種苗帶回東山種植，促使咖啡樹因此在山林間自然散播和生長。
東山鄉的咖啡樹藉由自然演化，已適應了東山的土地和環境，成為當地樹種，其所產出的咖啡味道已具有獨特的香氣及口感滑順。栽植面積54公頃，產量達66公噸。每年10月至11月，東山咖啡果成熟時，臺南市市府就會結合西拉雅風景區、農會、區公所、地方業者、藝文團體等共同辦理，積極讓咖啡產業層面跨越到文化光觀，利用滿山遍野的成熟咖啡豆與青皮椪柑交織成「咖啡紅了、橘子綠了」的景象。
台南市政府推動「東山咖啡季」（舊稱「東山咖啡節」），自2004開始將咖啡結合在地農產品，同時行銷青皮椪柑與土窯龍眼乾。推廣在地的東山咖啡及青皮椪柑，逐漸將東山咖啡的知名度打響，並推廣當地環境，推廣自然休閒步道。
東山咖啡於2013年2月，由市政府農業局輔導東山區辦理台南市咖啡評鑑，輔導台灣咖啡晉級國際市場，評鑑結果前三名分別由高醇坊、高原村長莊園咖啡及崁頭山咖啡。此次杯測邀請五名美國精品咖啡協會認證的杯測師參與杯測，均予以很高評價。更藉由此次杯測經驗，更提高東山咖啡積極推廣國際化能見度的決心。將此次評鑑前三名咖啡豆送往美國，參加美國咖啡國際品質協會CQI（Coffee Quality Institute，簡稱CQI），參與認證評分。
2013年東山咖啡代表『高醇坊』、『崁頭山咖啡』此次參加CQI鑑定八十分以上。即取得認證資格，並於美國咖啡國際品質協會CQI國際網路平台公開資料，成為國際精品咖啡認可的生產者。更間接證明東山咖啡具有國際級品質，讓全世界買家都看得到東山咖啡。目前台灣咖啡取得認證，除了東山咖啡獲認證外，另外還有嘉義縣阿里山1名咖啡農，將《台灣咖啡》推廣出去。
2015年農業局與東山區農會透過國際級評鑑活動，輔導咖啡農民不斷提升品質成功與國際接軌。此次獲得美國咖啡品質協會認證的有：東山區高醇坊「林信吉」、「鄉舍咖啡」、「崁頭山咖啡館曾如楓」、及「晶晶坊青山咖啡教室」等，累計今年台南已有7支獲得國際級認證。該年度美國咖啡品質協會評審過的臺灣咖啡共計16支，其中10支超過80分，東山咖啡即佔了4支。

## 東山咖啡節
資料來源： 
東山咖啡季- 西拉雅國家風景區管理處
海外飄香5家咖啡獲美精品級認證
東山咖啡季登場 得獎咖啡一次品足
2021台南咖啡評鑑結果揭曉